# Pedro Huarte-Mendicoa
Pedro Huarte-Mendicoa Larraga (Pamplona, 27 de abril de 1905 - Teruel, 1 de septiembre de 1991) fue un militar, piloto e ingeniero aeronáutico español.

## Biografía
Ingresa en la Academia de Artillería en 1921, solicita su ingreso en el Servicio de aviación, Observador de aeroplano de guerra en 1927, obtiene el título de piloto el 20 de enero de 1931 con el primer número de su promoción.
Profesor en la Escuela de Mecánicos, se dedica intensamente al vuelo en 1932 ingresa por oposición en la Escuela Superior de Aerotecnia, efectuando los dos cursos de especialización en aeromotores y aeronaves, obteniendo el título de ingeniero aeronáutico nuevamente con el número uno de su promoción.

## Guerra Civil
En el año 1936 tomó parte activa en la preparación de la sublevación que llevaría a la guerra civil española como enlace del general Mola, pero el 18 de julio le sorprende en Madrid y es encarcelado. Pasa a la llamada zona nacional en marzo de 1938 y desempeña destinos como jefe de talleres y piloto de pruebas.
Al crearse el Ejército del Aire al final de la guerra, forma parte de la escala del cuerpo de ingenieros aeronáuticos, con el empleo de comandante.
Destinado en la Dirección General de Industria y Material, organiza la oficina de proyectos, donde diseña el avión Huarte Mendicoa HM-1, que vuela en abril de 1942.

## Diseñador y piloto de pruebas
Seis prototipos más de aviones diseñados por él llegaron a construirse en serie. Efectuaba personalmente las pruebas y puesta a punto de sus diseños. 
Al crearse el Instituto Nacional de Técnica Aeronáutica (INTA) en 1942 es nombrado secretario de la junta para la organización del mismo. Actúa como profesor de técnica-aeronáutica en la Escuela Superior del Aire hasta 1953.

## Directivo de la industria aeronáutica
En 1946 es nombrado director de la oficina de proyectos entonces creada por CASA. Dirigió los proyectos de los aviones CASA C-201 Alcotán, CASA C-202 Halcón y CASA C-207 Azor. En 1960 pasa al consejo de administración de CASA.

## Generalato y retiro
En enero de 1968 ascendió a General de Brigada del Cuerpo de Ingenieros Aeronáuticos, deja CASA y es nombrado Director de Industrias Aeronáuticas en el Ministerio del Aire. General de División en febrero de 1970 pasó a la reserva en 1973.
Desempeñó importantes cargos de carácter aeronáutico, tanto nacionales como extranjeros en diversas organizaciones profesionales.